# Alpujarra grenadine
L'Alpujarra grenadine (en espagnol : Alpujarra Granadina) est une comarque appartenant à la province de Grenade en Espagne.
Liste des communes de la comarque de l'Alpujarra grenadine :
- Almegíjar
- Alpujarra de la Sierra
- Bérchules
- Bubión
- Busquístar
- Cádiar
- Cáñar
- Capileira
- Carataunas
- Cástaras
- Juviles
- La Taha
- Lanjarón
- Lobras
- Murtas
- Nevada
- Órgiva
- Pampaneira
- Pórtugos
- Soportújar
- Torvizcón
- Trevélez
- Turón
- Ugíjar
- Válor